# Trabold Company
Trabold Company, vorher Trabold Truck Manufacturing Company und Trabold Motors Company, war ein US-amerikanischer Hersteller von Nutzfahrzeugen. Eine andere Quelle nennt davon abweichend als erste Firmierung die Trabold Motor Truck Company.

## Unternehmensgeschichte
Adam G. Trabold gründete 1911 die Trabold Truck Manufacturing Company in Johnstown in Pennsylvania. Er begann mit der Produktion von Lastkraftwagen. Der Markenname lautete Trabold. 1922 kam es zur Umfirmierung in Trabold Motors Company. Mitte der 1920er Jahre entstanden jährlich etwa 100 Fahrzeuge. 1924 erfolgte der Umzug nach Ferndale im gleichen Bundesstaat. 1929 zog das Unternehmen zurück und nannte sich nun Trabold Company. Bis 1932 wurde nur noch auf Kundenwunsch produziert. Aufbauten für Lkw entstanden noch bis 1960.

## Fahrzeuge
Die ersten Modelle hatten Vierzylindermotoren und Kettenantrieb. Ab 1913 kamen die Vierzylindermotoren von Buda.
Um 1925 standen Modelle mit 1,5 und 2,5 Tonnen Nutzlast im Sortiment. Die letzten Fahrzeuge hatten einen Achtzylindermotor von Lycoming und Vierradbremsen.